# Nordhorn
Nordhorn, város Németországban, Alsó-Szászországban, Grafschaft Bentheim járásban.

## Fekvése
Lingentől délnyugatra, a holland-német határtól alig 5 km-re, a Vechta folyó mellett fekvő település.

## Története

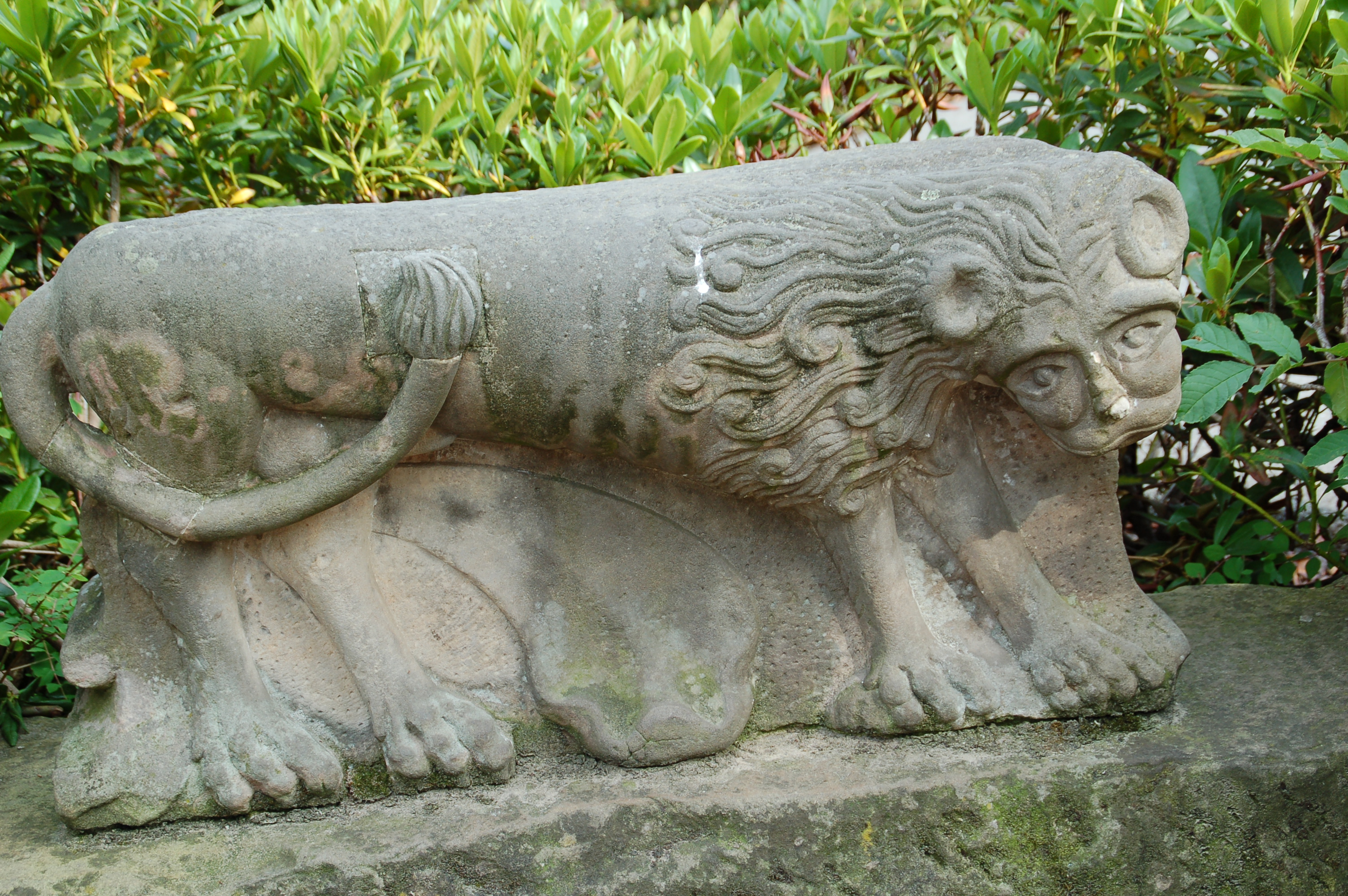

A város a Vechta folyó két ágából kialakult szigeten jött létre. A folyó elsekélyesedéséig fontos kereskedelmi és áruátrakó hely volt.
Az első gépekkel felszerelt szövödéjét 1839-ben alapították. Ez időtől a város együtt fejlődött a textiliparral. Később iparosodásában a környéken talált földgáz játszotta a főbb szerepet és azóta is iparának legfontosabb energiaforrása.

## Nevezetességek
- Református temploma - a 15. században épült.
- Fernswegen-kolostor - 1394-ben épült.
- Szt. Marienwolde-templom - 1444-ben épült.

## Galéria

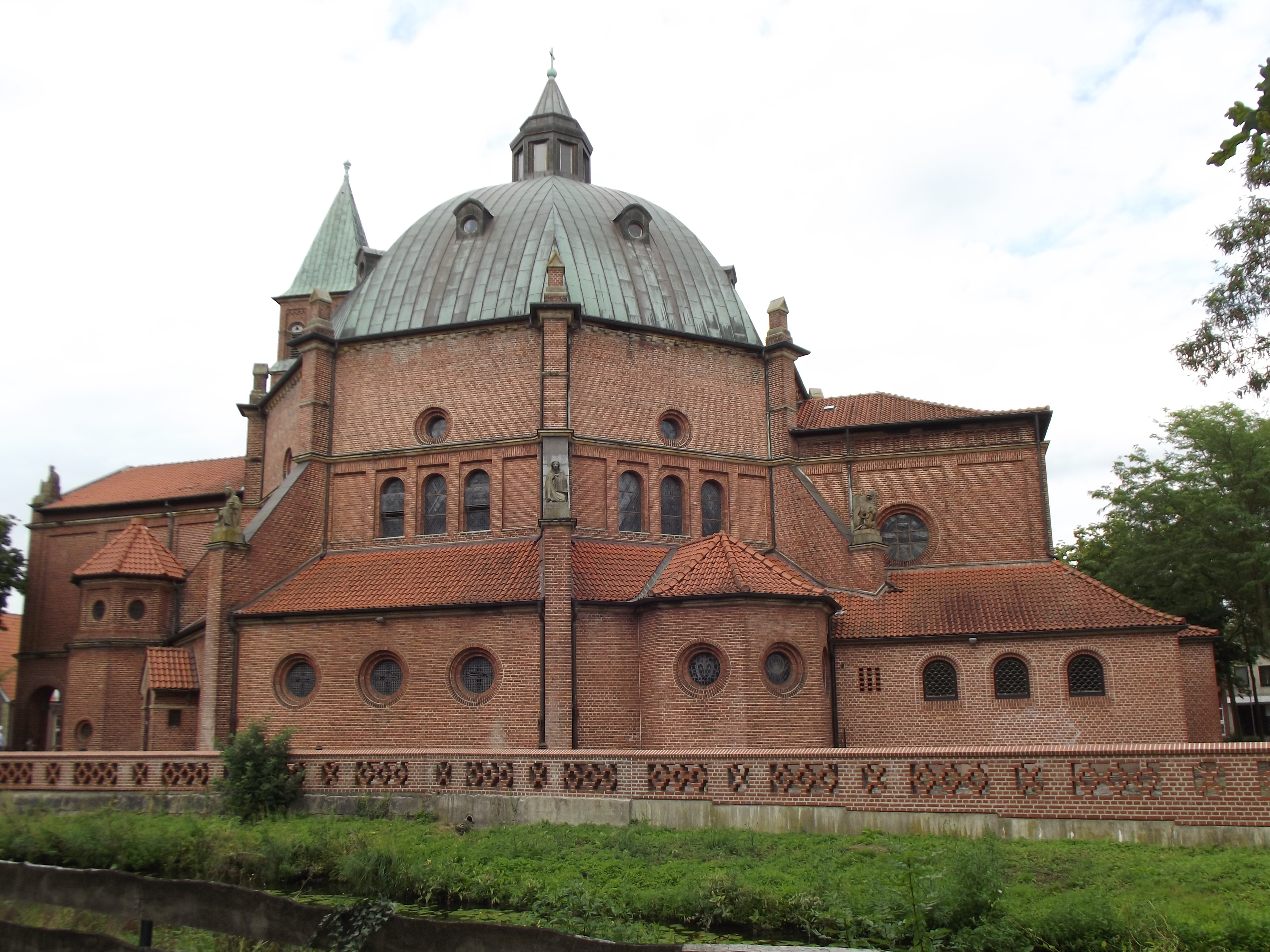
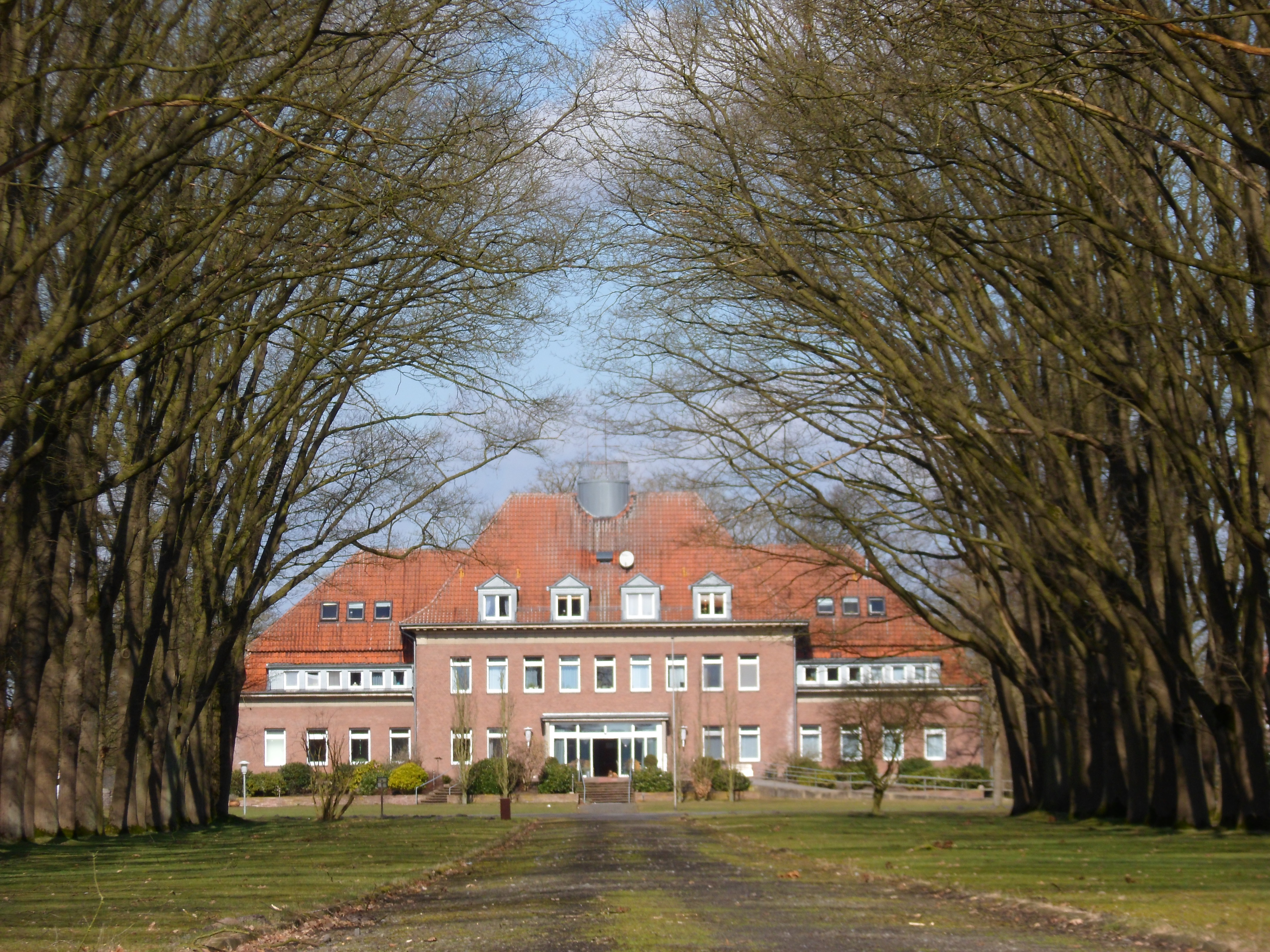
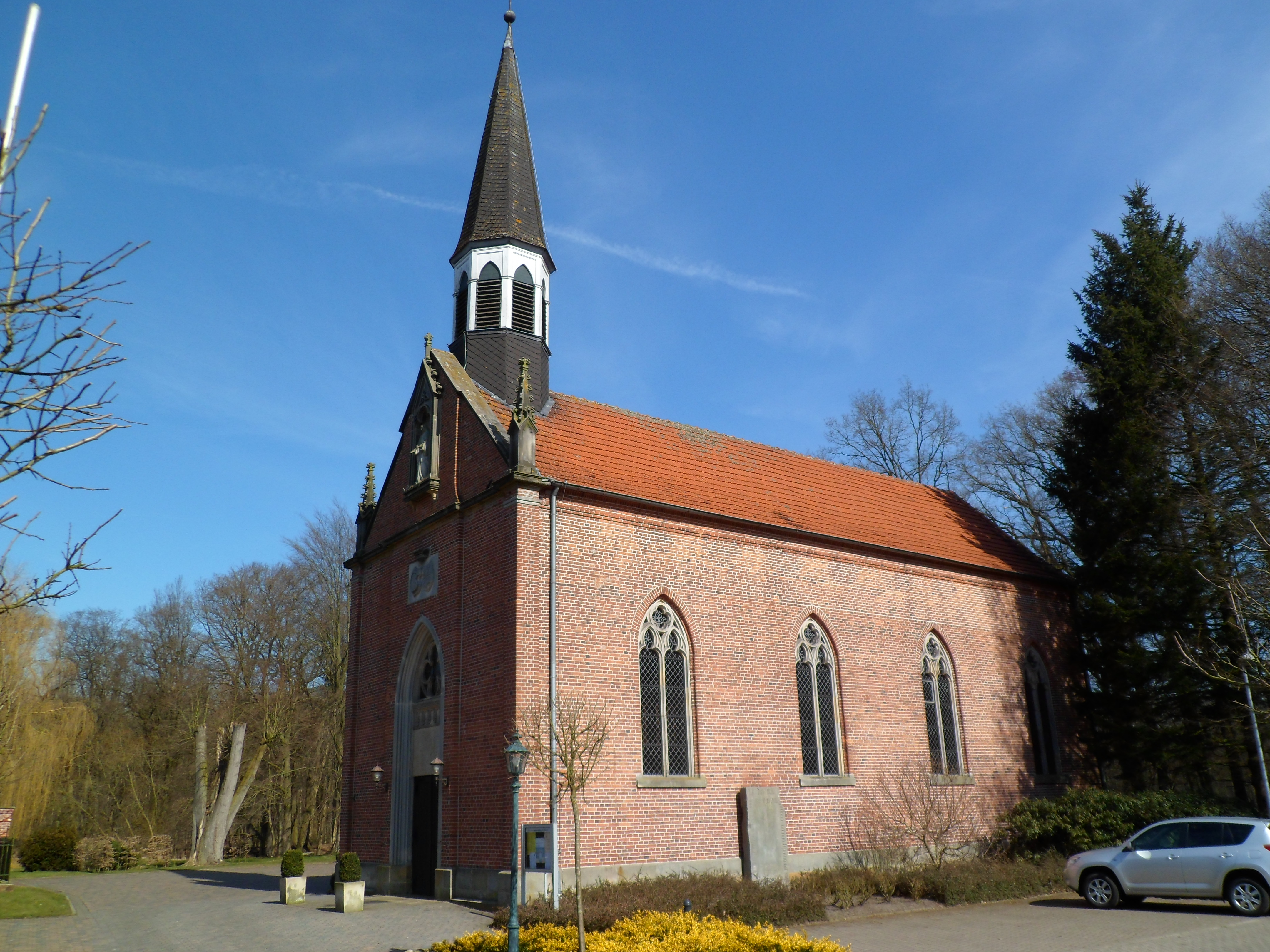
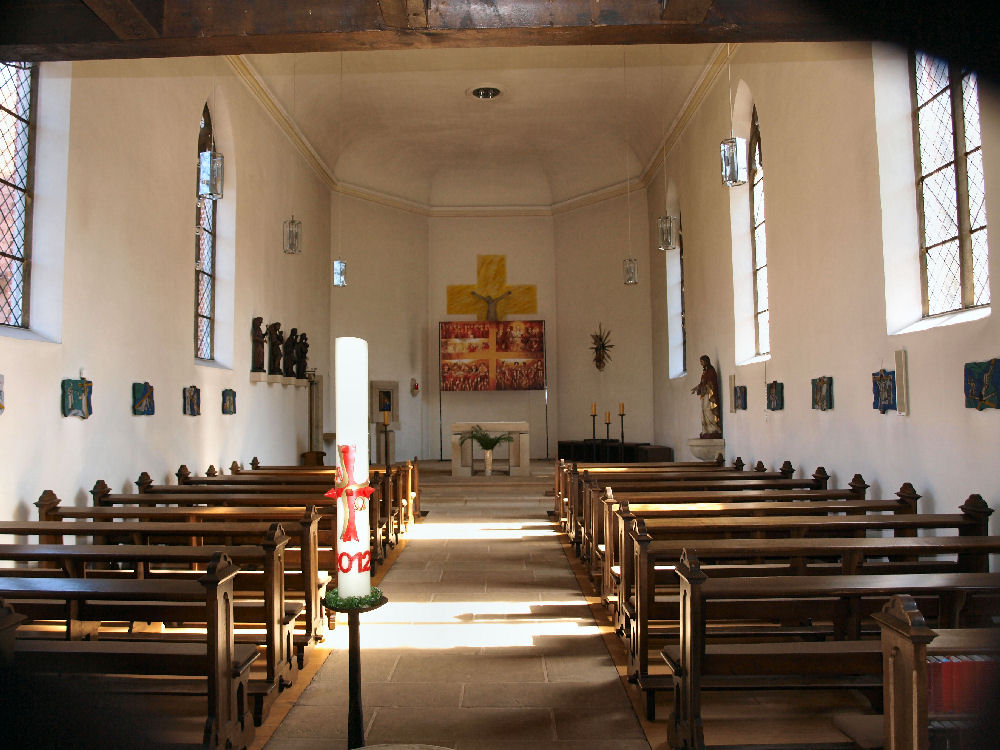
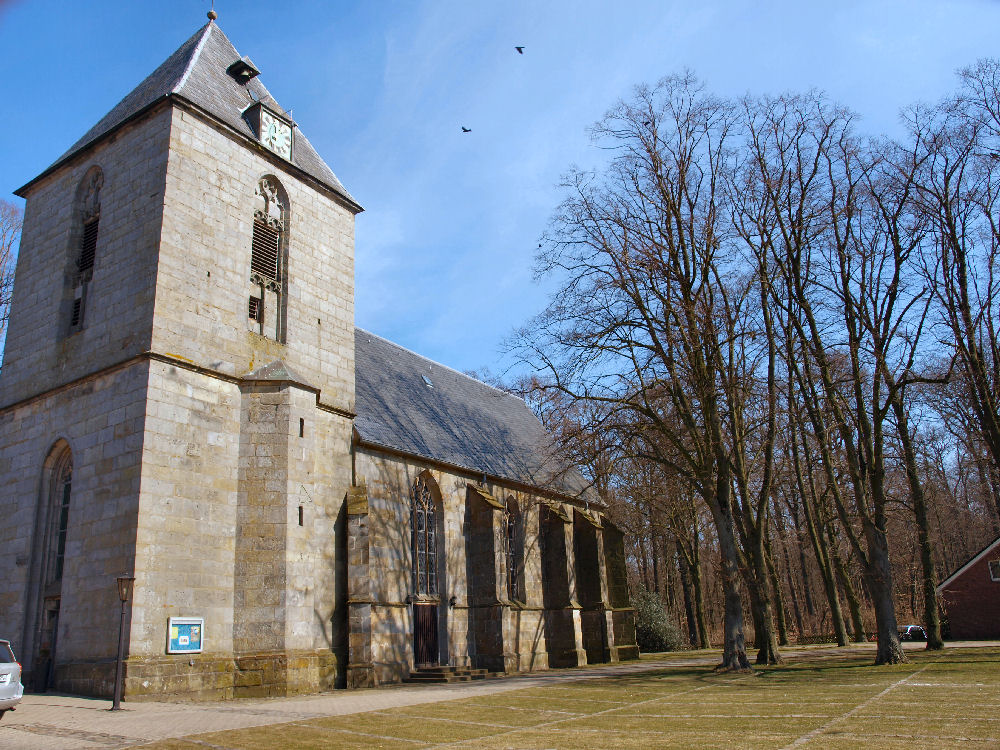
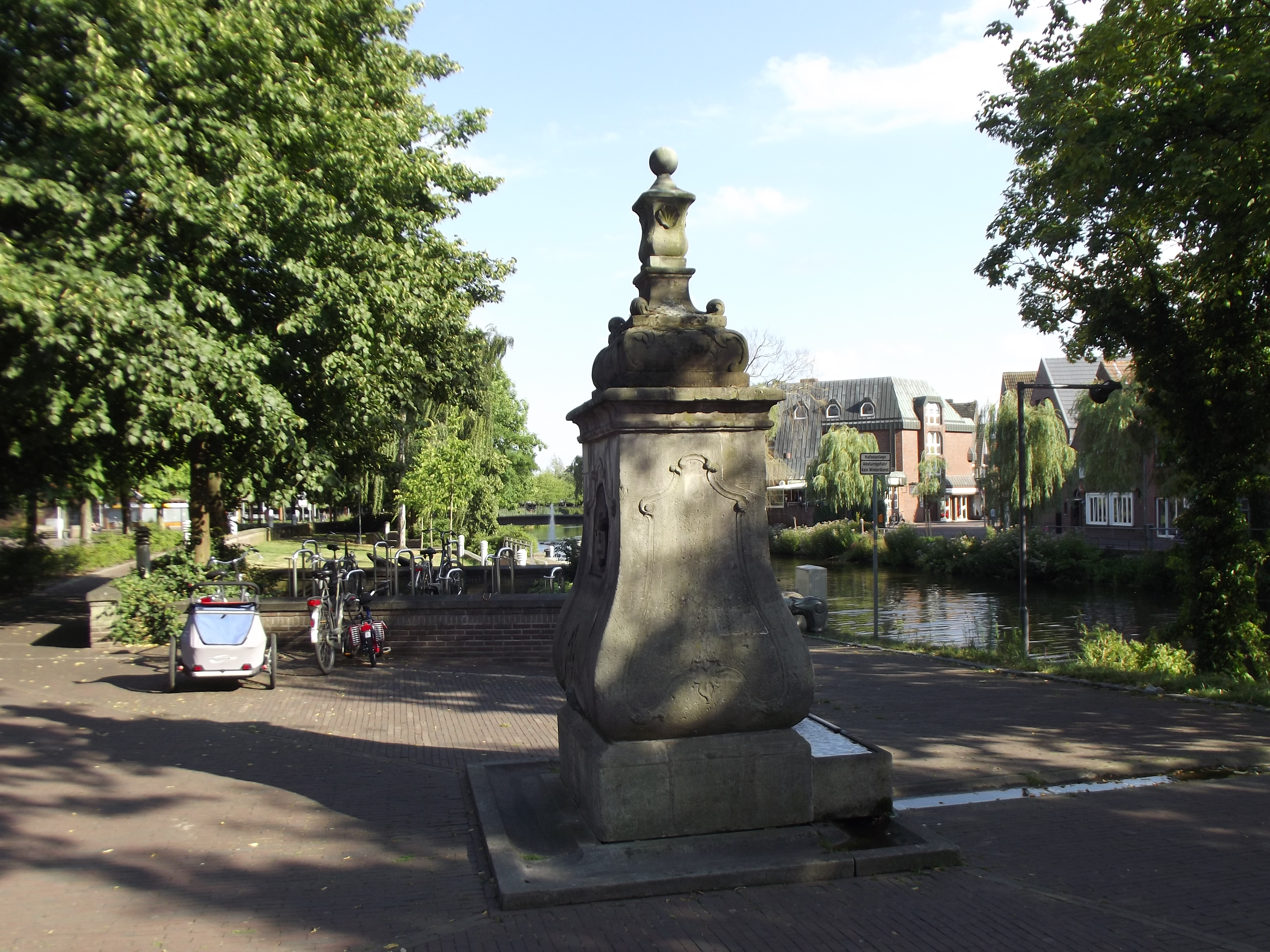
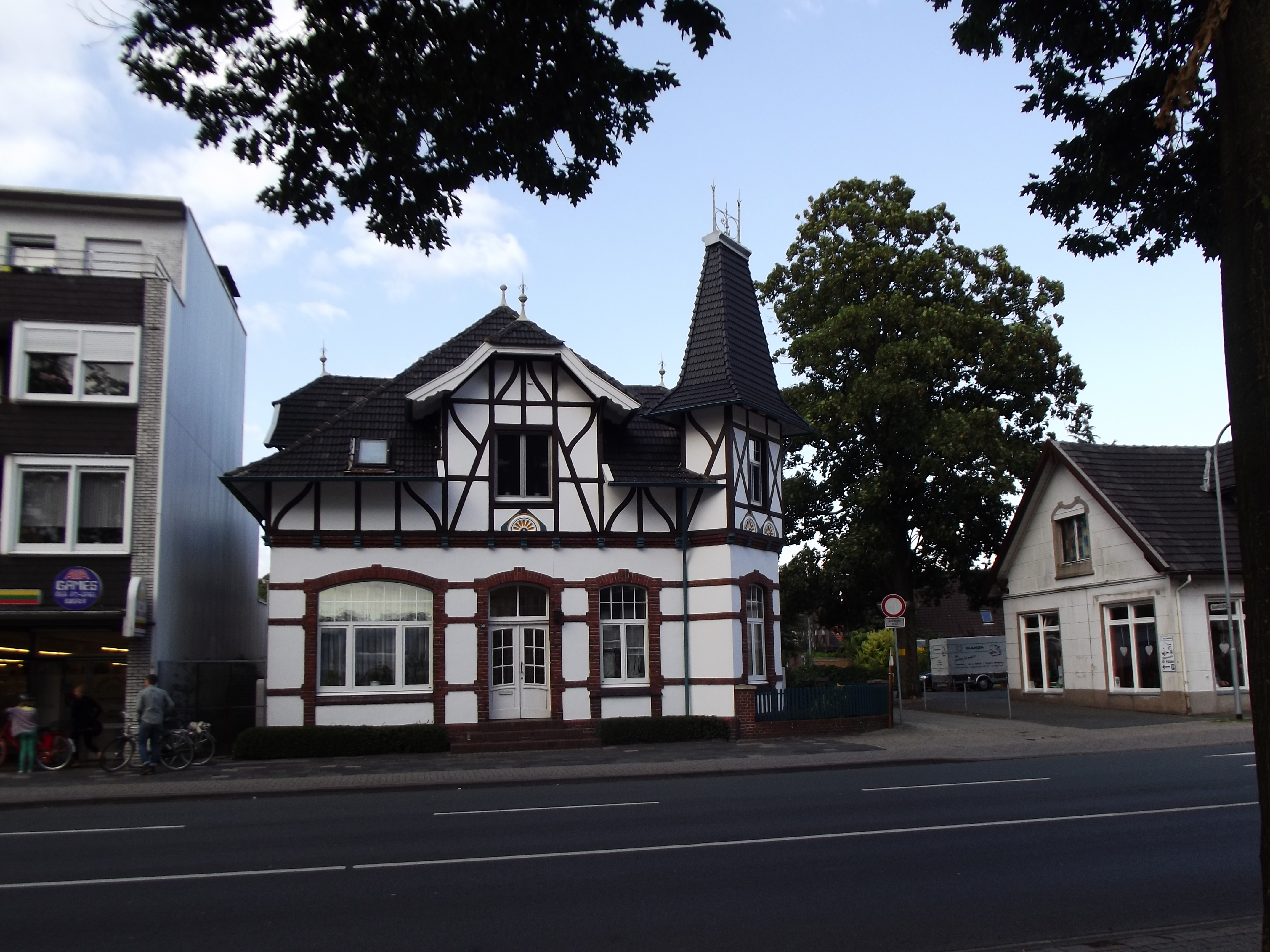
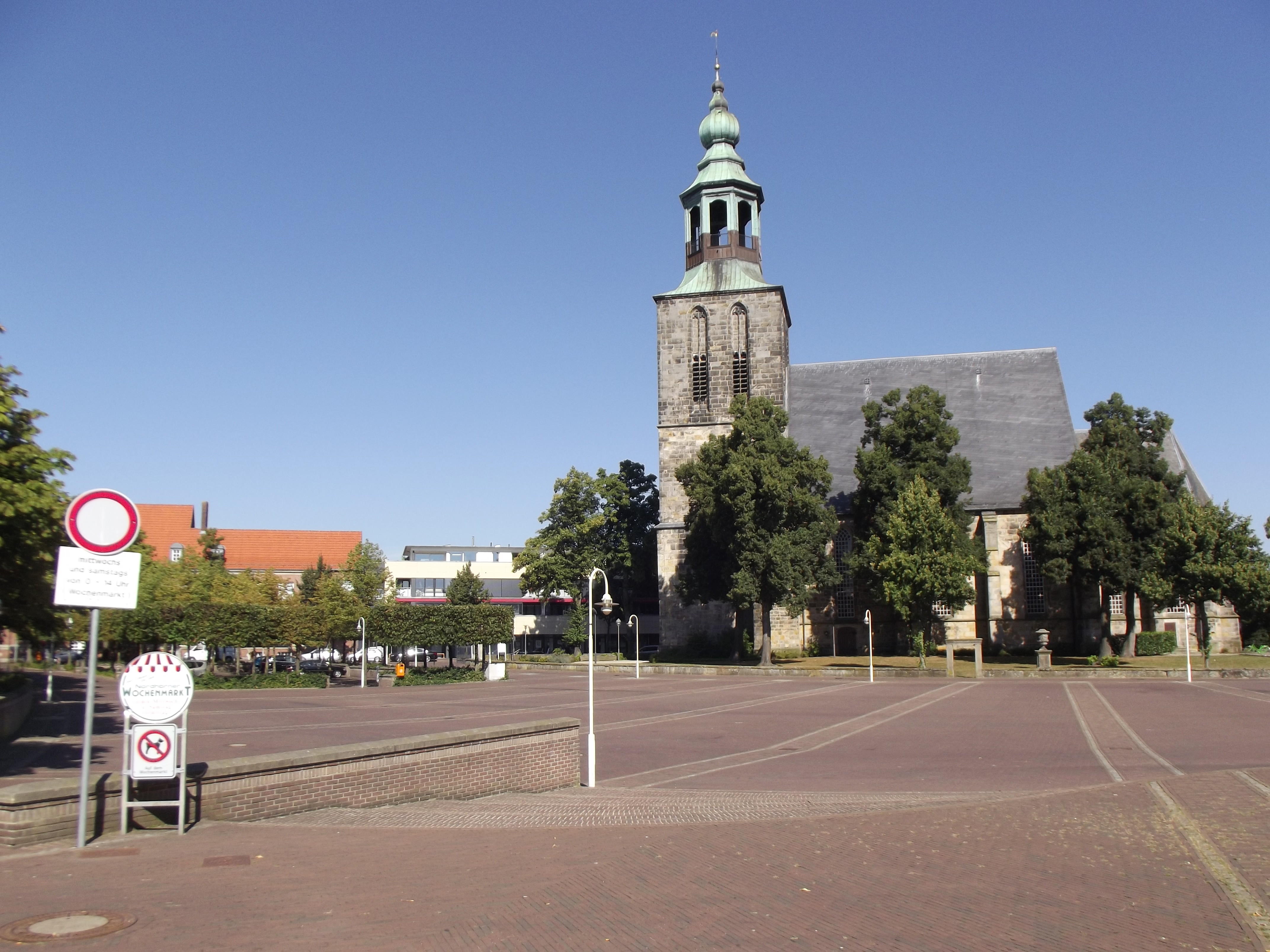